# 山河県
山河県（さんが-けん）は中華人民共和国遼寧省にかつて存在した県。現在の阜新市彰武県北西部に相当する。
遼代に設置され、金代に廃止された。